# Kurt Bodewig

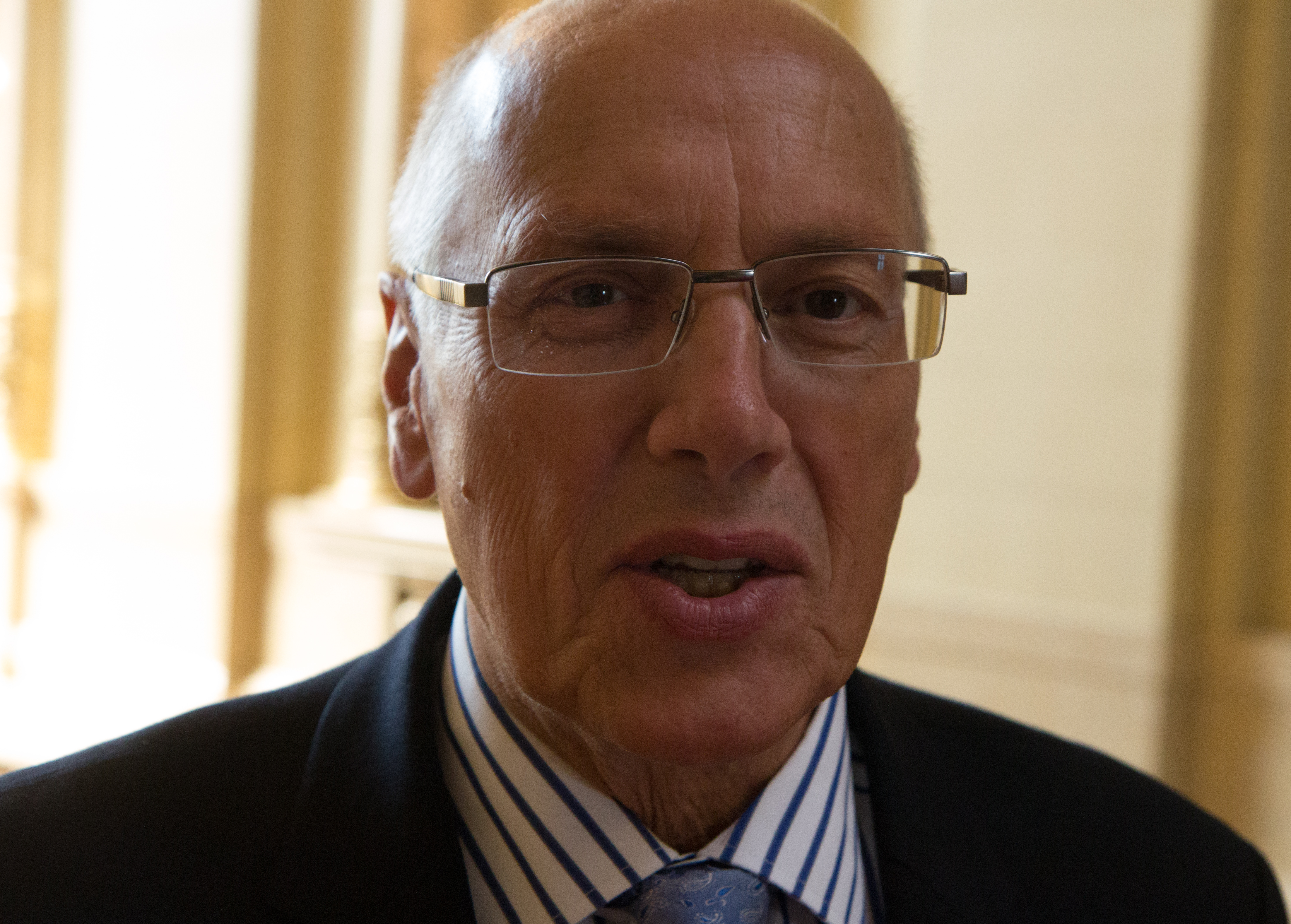
Kurt Bodewig (2017)

Kurt Hubert Bodewig (* 26. April 1955 in Rheinberg) ist ein deutscher Politiker (SPD). Er war von 2000 bis 2002 Bundesminister für Verkehr, Bau- und Wohnungswesen.

## Leben und Beruf
Nach der Mittleren Reife begann Bodewig eine Ausbildung zum Kaufmann in der Grundstücks- und Wohnungswirtschaft. Danach besuchte er die Fachoberschule Wirtschaft in Grevenbroich, die er 1976 mit dem Fachabitur verließ. Bis 1981 war er als Wohnungskaufmann bei der Stadtsparkasse Düsseldorf sowie in Bau- und Wohnungsunternehmen tätig. Nach der Ableistung seines Zivildienstes in einem Altenpflegeheim in Düsseldorf übernahm er dann 1981 die Leitung der Verwaltungsstelle Zivildienst beim Bezirksverband Niederrhein der AWO. Von 1986 bis 2000 arbeitete er als Abteilungsleiter beim DGB-Landesbezirk Nordrhein-Westfalen.
Bodewig ist ehrenamtlicher Vorstandsvorsitzender des Baltic Sea Forum e. V. und Beiratsvorsitzender der Hamburger Außenhandelsberatungsfirma Inea Solutions GmbH. Außerdem ist er Senior Adviser beim Managementberatungsunternehmen KPMG in Berlin und Mitglied im Aufsichtsrat der Global Panel Foundation.
2007 wurde Bodewig zum Präsidenten der Deutschen Verkehrswacht e. V. gewählt und blieb es bis 2024. Seit 2015 ist er Honorarprofessor im Bereich Verkehrslogistik, insbesondere Verkehrspolitik und Verkehrsinfrastruktur, an der Hochschule Osnabrück.
Kurt Bodewig ist verheiratet und hat zwei Söhne. Er lebt in Hamburg.

## Partei
Seit 1973 ist Bodewig Mitglied der SPD. Von 1982 bis 1988 war er Vorsitzender des Juso-Bezirks Niederrhein. Von 1995 bis 2005 war er Vorsitzender des SPD-Kreisverbandes Neuss und von 2002 bis 2004 Vorsitzender der SPD-Region Niederrhein. Von 2001 bis 2005 war er Mitglied des SPD-Bundesvorstandes.

## Abgeordneter
Von 1998 bis 2009 war Bodewig Mitglied des Deutschen Bundestages: 14. Bundestag 1998–2002 (Kabinett Schröder I), 15. Bundestag 2002–2005 (Kabinett Schröder II), 16. Bundestag 2005–2009 (Kabinett Merkel I, große Koalition).
Ab November 2002 war er stellvertretender Vorsitzender des Bundestagsausschusses für die Angelegenheiten der Europäischen Union. Er gehört dem Netzwerk Berlin an, zu dessen Initiatoren er 1998 gehörte, und ist Mitherausgeber der Zeitschrift Berliner Republik.
Bodewig ist 2002 als direkt gewählter Abgeordneter des Wahlkreises Neuss I und sonst stets über die Landesliste der SPD Nordrhein-Westfalen in den Bundestag eingezogen.

## Öffentliche Ämter
Am 20. März 2000 wurde Bodewig zum Parlamentarischen Staatssekretär beim Bundesminister für Verkehr, Bau- und Wohnungswesen ernannt. Nach dem Rücktritt des damaligen Amtsinhabers Reinhard Klimmt wurde er am 20. November 2000 dessen Nachfolger als Bundesminister für Verkehr, Bau- und Wohnungswesen. Nach der Bundestagswahl 2002 schied er am 22. Oktober 2002 aus der Bundesregierung aus.
In seine Amtszeit als Bundesminister fallen die Einführung der Energieeinsparverordnung sowie der Lkw-Mautgesetzgebung in Deutschland und der Vertrag mit dem Unternehmen Toll Collect, der am 20. September 2002 unterzeichnet wurde.
Seit Herbst 2011 ist er Honorarkonsul Litauens. Der Konsularbezirk umfasst die Länder Hamburg, Mecklenburg-Vorpommern und Schleswig-Holstein.
Von 2014 bis 2018 war Bodewig zunächst Europäischer Koordinator für den transeuropäischen Kernverkehrskorridor Ostsee–Adria (BAC), im September 2018 wurde er von der Europäischen Kommission zum Koordinator für die Meeresautobahnen (MoS) bestellt.
Er war bis Ende 2017 Vorsitzender des Aufsichtsrates der Flughafen Köln/Bonn GmbH, ist jedoch von Friedrich Merz abgelöst worden. Bodewig ist zudem Mitglied des Präsidialrates der Björn Steiger Stiftung sowie im Präsidium der Deutschen Verkehrswacht.

## Kabinett
- Kabinett Schröder I

## Ehrungen
- 2008: Offizier des Ordens für Verdienste um Litauen
- 2011: Goldenen Dieselring des Verbandes der Motorjournalisten
- 2013: Senator-Lothar-Danner-Medaille
- 2016: Bundesverdienstkreuz 1. Klasse

## Publikationen (Auswahl)
- Kurt Bodewig, Rainer Hesels, Dieter Mahlberg (Hrsg.): Die schleichende Gefahr – Rechtsextremismus heute. Essen 1990.